# Harry Schauman

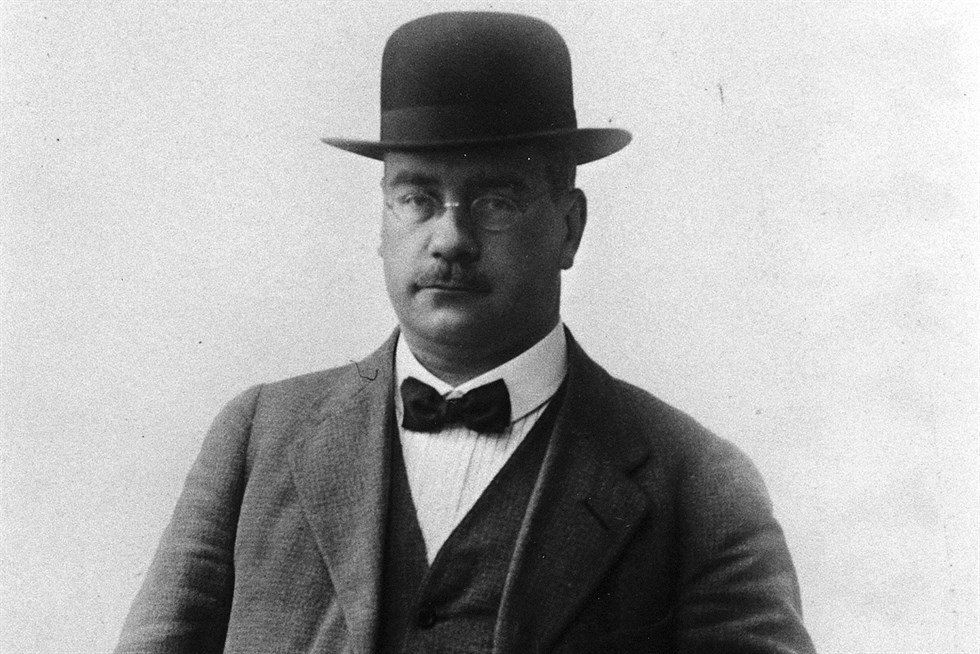
Harry Schauman

Harry Schauman, född 22 november 1879 i Vasa, död 11 februari 1932 i Helsingfors, var en finländsk affärsman och donator.
Schauman ärvde en betydande förmögenhet efter föräldrarna. Fadern, kommerserådet Axel Schauman (1855–1903), var bland annat grundläggare av Wasa-Nordsjö Ångbåts Ab. Modern Hanna Schauman (1858–1917), född Sundén, förvaltade som änka den schaumanska familjekoncernen i Vasa och grundade bland annat Vasa ångbageri. Sonen förvärvade den finansiella kontrollen över såväl sistnämnda företag som Vasa ångkvarn och var en av Vasa stads största privata fastighetsägare.
Schauman grundade IFK Vasa (1900) och Vasa simsällskap (1902) samt Svensk-österbottniska samfundet, till vilket han testamentariskt donerade största delen av sin förmögenhet. År 1933 grundades Harry Schaumans stiftelse för att främja vetenskap, kultur och utbildning på svenska i Österbotten.